# Gernot de Vries
Gernot de Vries (* 26. Oktober 1925 in Völlenerfehn; † 21. Februar 2012 in Aurich) war ein deutscher evangelischer Pastor und niederdeutscher Autor.
Er war Pastor in der Kirchengemeinde Aurich-Kirchdorf. Seine anekdotisch verdichteten plattdeutschen Erzählungen um die Hauptfigur Lamke Pannkook in Ostfriesland wurden zu einem populären Volksbuch, das Momentaufnahmen des dörflichen Lebens zeigt. Außerdem war er Autor des Ostfriesischen Wörterbuchs: Plattdeutsch / Hochdeutsch.

## Werke
- Lamke Pannkook un hör Lü: En Dörpgeschicht. Verlag Schuster, Leer 1976, ISBN 978-3-7963-0206-0.
- Dat groote plattdüütsche Leesbook, Hrsg. Hartmut Cyriacks und Peter Nissen, Autoren: Hermann Bärthel, Hertha Borchert, Magreta Brandt, Hans-Hermann Briese, Waltrud Bruhn, Klaus Groth, Irmgard Harder, Hein Hoop, Harald Karolczak, Rudolf Kinau, Fritz Reuter, Alma Rogge, Diedrich Heinrich Schmidt, Gerd Spiekermann und Gernot de Vries, Quickborn-Verlag, Hamburg 1996, ISBN 3-87651-195-X.
- Ostfriesisches Wörterbuch: Plattdeutsch / Hochdeutsch – Oostfreesk Woordenbook: Hoogdütsk / Plattdütsk. Verlag Schuster, Leer 2000, ISBN 978-3-7963-0339-5.

## Ehrungen
- 1982: Fritz-Reuter-Preis der Alfred Toepfer Stiftung F. V. S.
- 2000: Keerlke-Preis des Vereins Oostfreeske Taal